# Fuxin (sockenhuvudort i Kina, Shandong Sheng, lat 37,53, long 121,20)
Fuxin (kinesiska: 福新, 福新街道) är en sockenhuvudort i Kina. Den ligger i provinsen Shandong, i den östra delen av landet, omkring 380 kilometer öster om provinshuvudstaden Jinan. Antalet invånare är 59 633. Befolkningen består av 29 107 kvinnor och 30 526 män. Barn under 15 år utgör 12,0 %, vuxna 15-64 år 82 %, och äldre över 65 år 4,0 %.
Runt Fuxin är det tätbefolkat, med 982 invånare per kvadratkilometer. Närmaste större samhälle är Guxian, 8,2 km nordväst om Fuxin. Trakten runt Fuxin består till största delen av jordbruksmark.
Genomsnittlig årsnederbörd är 748 millimeter. Den regnigaste månaden är juli, med i genomsnitt 264 mm nederbörd, och den torraste är februari, med 12 mm nederbörd.